# Гверездянка
Гверездянка — река в России, протекает по Лужскому району Ленинградской области. Устье реки находится в 1,7 км от устья реки Чёрной по правому берегу (бассейн Луги). Длина реки составляет 17 км.

## Данные водного реестра
По данным государственного водного реестра России относится к Балтийскому бассейновому округу, водохозяйственный участок реки — Луга. Относится к речному бассейну реки Нарва (российская часть бассейна).
Код объекта в государственном водном реестре — 01030000512102000025811.